# Micromus minusculus
Micromus minusculus is een insect uit de familie van de bruine gaasvliegen (Hemerobiidae), die tot de orde netvleugeligen (Neuroptera) behoort. 
Micromus minusculus is voor het eerst wetenschappelijk beschreven door Monserrat in 1993.